# Il n'y a pas de rapport sexuel
Pour plus de détails, voir Fiche technique et Distribution.
Il n'y a pas de rapport sexuel est un documentaire français réalisé par Raphaël Siboni et sorti en 2012,.

## Synopsis
Portrait de l'acteur et réalisateur de films pornographiques HPG, réalisé à partir de rushes.

## Fiche technique
- Titre : Il n'y a pas de rapport sexuel
- Réalisation : Raphaël Siboni
- Photographie : HPG
- Son : Pierre Bompy
- Production : Capricci Films - HPG Production
- Pays d'origine :  France
- Genre : documentaire
- Durée : 88 minutes
- Date de sortie : 11 janvier 2012

## Distribution
- Hervé Pierre-Gustave
- Cindy Dollar
- Michael Cerrito
- Stracy Stone
- Phil Hollyday

## Sélections
- Rencontres cinématographiques In&Out 2012[3]
- Festival international canadien du documentaire Hot Docs 2012
- Festival IndieLisboa 2012